# Battaglia del monte Tabor (67)
La battaglia del monte Tabor costituì l'ultimo episodio del primo anno di guerra (67) della prima guerra giudaica, insieme con l'assedio di Gamala, e vide la vittoria dei Romani contro i Giudei.

## Contesto storico
Nel 66, Nerone, venuto a conoscenza della sconfitta subita in Giudea dal suo legatus Augusti pro praetore di Siria, Gaio Cestio Gallo, colto da grande angoscia e timore, trovò che il solo Vespasiano (il futuro imperatore romano) sarebbe stato all'altezza del compito, e quindi capace di condurre una guerra tanto importante in modo vittorioso.
E così Vespasiano fu incaricato della conduzione della prima guerra giudaica, che minacciava di espandersi a tutto l'Oriente. Vespasiano, come prima disposizione, inviò il figlio Tito ad Alessandria d'Egitto, per rilevare la legio XV Apollinaris, mentre egli stesso attraversava l'Ellesponto, raggiungendo la Siria via terra, dove concentrò le forze romane e numerosi contingenti ausiliari di re clienti.
Qui Vespasiano rafforzava l'esercito siriaco (legio X Fretensis), aggiungendo due legioni (la legio V Macedonica e la legio XV Apollinaris, giunta dall'Egitto), otto ali di cavalleria e dieci coorti ausiliarie, mentre attendeva l'arrivo del figlio Tito, nominato suo vice (legatus legionis della legio XV Apollinaris).
Con l'inizio del nuovo anno (67), Vespasiano si decise ad invadere la Galilea personalmente, partendo da Tolemaide. Vespasiano conquistò al primo assalto la città di Gabara, la quale era rimasta priva di uomini validi per la sua difesa. Poco dopo decise di assaltare la città-fortezza giudea di Iotapata che dopo una strenua resistenza di 47 giorni cadde: i morti furono 40 000 ed i sopravvissuti 1 200, compreso il comandante della piazzaforte, Giuseppe ben Mattia. Nel giugno del 67 la Legio V Macedonica fu inviata sul monte Garizim per reprimere una ribellione di Samaritani, che sconfisse nella battaglia del monte Garizim, mentre il legato di Vespasiano Marco Ulpio Traiano condusse un assedio della città di Iafa, che conquistò uccidendo 12 000 difensori.
Il quarto giorno del mese di Panemo (l'attuale mese di giugno), Vespasiano giunse con l'esercito a Tolemaide e poi da qui a Cesarea marittima, una delle più grandi città della Giudea, dove gli abitanti accolsero l'esercito romano con grandi manifestazioni di giubilo. Vespasiano mise a svernare a Cesarea le legioni V Macedonica e X Fretensis, mentre la XV Apollinaris la inviò a Scythopolis per non gravare con tutto l'esercito su Cesarea. Verso settembre i Romani furono costretti a continuare la campagna militare occupando la città pirata di Ioppe. Vespasiano, infine, per impedire che i pirati tornassero in zona nuovamente, costruì un accampamento sull'acropoli sistemandovi alcuni reparti di cavalleria ed un limitato numero di fanti. Affidò, quindi, a questo contingente militare il compito di vigilare sulla zona e portare devastazione nel territorio circostante a Ioppe, distruggendo tutti i villaggi e le cittadine attorno ogni giorno. Vespasiano proseguì la campagna militare ponendo l'accampamento fra Tiberiade e Tarichee, fortificandolo più del previsto, in previsione del futuro assedio. Gran parte della massa dei rivoltosi si era raccolta a Tarichee facendo affidamento sulle fortificazioni della città e sul vicino lago di Gennesar. In breve tempo Tarichee venne conquistata da Tito, che inseguì e distrusse i difensori fuggiti su zattere nel Mar di Galilea. Intanto Vespasiano, che aveva occupato Tiberiade, si occupò di vendere 30 400 schiavi fatti dalla città di Tarichee. Inviò poi a Nerone seimila schiavi, perché tagliassero un canale nell'Istmo di Corinto.
I Galilei che ancora restavano ribelli al potere romano, dopo l'espugnazione di Iotapata e la disfatta di Tarichee accettarono la sottomissione al comandante romano, il quale dispose di occuparne tutte le fortezze. Solo le città di Giscala e le forze che avevano occupato il monte Tabor rimasero ribelli. Con loro si schierò anche la città di Gamala, situata dalla parte opposta del lago rispetto a Tarichee la quale apparteneva al territorio assegnato ad Agrippa, come pure allo stesso appartenevano le città di Sogane e Seleucia (presso il lago Semeconitide), entrambe città della Gaulantide.

### Casus belli
Portato l'assedio alla città di Gamala, con la certezza ormai di essere prossimo alla sua cattura, Vespasiano pensò di occuparsi anche delle forze che tenevano il monte Tabor, il quale si trovava a metà strada tra la Grande Pianura e Scitopoli.

## Battaglia

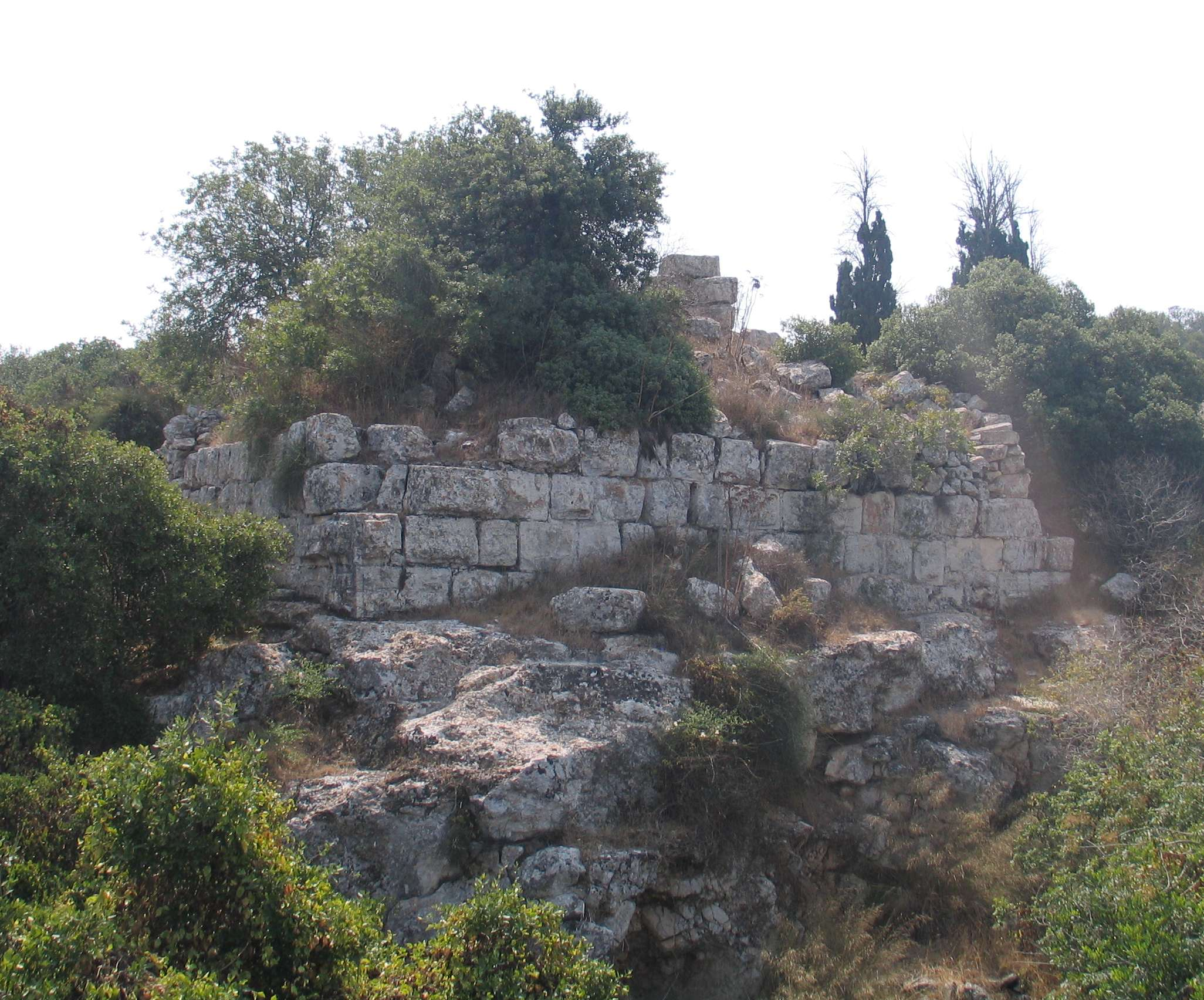
fortificazioni sul monte Tabor.

Il monte Tabor si innalza fino ad un'altezza di trenta stadi ed è difficilmente accessibile lungo il fronte settentrionale. In cima, sulla sua sommità c'è una pianura della lunghezza di ventisei stadi, totalmente circondata da mura. Queste mura erano state costruite da Giuseppe in quaranta giorni, utilizzando ogni possibile materiale dalle parti basse della montagna. Qui si era poi radunata una grande moltitudine di ribelli. Vespasiano, deciso a mettere a tacere anche questi ribelli, inviò Giulio Placido con 600 cavalieri. Il legatus romano, non potendo raggiungere la cima facilmente, inviò messi per chiedere la pace, lasciando intravedere loro un possibile accordo ed offrendosi di trattare.
I ribelli scesero, ma con tutt'altre intenzioni. Mentre Placido si proponeva di catturarli nella pianura sottostante, i ribelli scendevano facendo credere al comandante romano di essersi persuasi ad arrendersi, anche se in realtà erano pronti ad attaccare il nemico romano all'improvviso. Trionfò, alla fine, l'astuzia di Placido. Quando i Giudei iniziarono ad attaccare, il comandante romano finse di darsi alla fuga, ma dopo averli costretti ad inseguirlo per un lungo tratto della pianura, fece dietrofront con i suoi 600 cavalieri e li massacrò. La maggior parte rimase uccisa ed i pochi superstiti non poterono rifugiarsi sul monte, poiché gli fu loro tagliata la strada della ritirata.

## Conseguenze
I ribelli che avevano invece assistito dal monte Tabor alla disfatta dei loro compagni, abbandonato il monte, fuggirono verso Gerusalemme, mentre gli abitanti preferirono consegnarsi nelle mani di Placido.